# 햇빛 쏟아지는 벌판
"햇빛 쏟아지는 벌판"은 1960년 공개된 대한민국의 영화이다.

## 배역
- 김지미
- 김석훈
- 박노식
- 김승호
- 조미령
- 이민
- 최남현
- 윤복희